# Zwischenzug
Cet article utilise la notation algébrique pour décrire des coups du jeu d'échecs.
Le zwischenzug (de l'allemand Zug : « coup » et Zwischen : « entre ») ou coup intermédiaire en français, est un terme échiquéen consistant à porter une menace qui doit être parée immédiatement, en lieu et place d'un coup attendu. Le « coup intermédiaire » est censé modifier la position à son avantage.

## Exemple dezwischenzug
|   | a | b | c | d | e | f | g | h |   |
| 8 | Roi noir sur case blanche g8 · Dame noire sur case blanche b7 · Pion noir sur case blanche f7 · Pion noir sur case noire g7 · Pion noir sur case blanche g6 · Pion noir sur case noire a5 · Tour noire sur case blanche h5 · Dame blanche sur case noire d4 · Tour blanche sur case noire h4 · Tour noire sur case noire g3 · Pion blanc sur case blanche h3 · Pion blanc sur case blanche g2 · Fou blanc sur case blanche f1 · Roi blanc sur case noire g1 | Roi noir sur case blanche g8 · Dame noire sur case blanche b7 · Pion noir sur case blanche f7 · Pion noir sur case noire g7 · Pion noir sur case blanche g6 · Pion noir sur case noire a5 · Tour noire sur case blanche h5 · Dame blanche sur case noire d4 · Tour blanche sur case noire h4 · Tour noire sur case noire g3 · Pion blanc sur case blanche h3 · Pion blanc sur case blanche g2 · Fou blanc sur case blanche f1 · Roi blanc sur case noire g1 | Roi noir sur case blanche g8 · Dame noire sur case blanche b7 · Pion noir sur case blanche f7 · Pion noir sur case noire g7 · Pion noir sur case blanche g6 · Pion noir sur case noire a5 · Tour noire sur case blanche h5 · Dame blanche sur case noire d4 · Tour blanche sur case noire h4 · Tour noire sur case noire g3 · Pion blanc sur case blanche h3 · Pion blanc sur case blanche g2 · Fou blanc sur case blanche f1 · Roi blanc sur case noire g1 | Roi noir sur case blanche g8 · Dame noire sur case blanche b7 · Pion noir sur case blanche f7 · Pion noir sur case noire g7 · Pion noir sur case blanche g6 · Pion noir sur case noire a5 · Tour noire sur case blanche h5 · Dame blanche sur case noire d4 · Tour blanche sur case noire h4 · Tour noire sur case noire g3 · Pion blanc sur case blanche h3 · Pion blanc sur case blanche g2 · Fou blanc sur case blanche f1 · Roi blanc sur case noire g1 | Roi noir sur case blanche g8 · Dame noire sur case blanche b7 · Pion noir sur case blanche f7 · Pion noir sur case noire g7 · Pion noir sur case blanche g6 · Pion noir sur case noire a5 · Tour noire sur case blanche h5 · Dame blanche sur case noire d4 · Tour blanche sur case noire h4 · Tour noire sur case noire g3 · Pion blanc sur case blanche h3 · Pion blanc sur case blanche g2 · Fou blanc sur case blanche f1 · Roi blanc sur case noire g1 | Roi noir sur case blanche g8 · Dame noire sur case blanche b7 · Pion noir sur case blanche f7 · Pion noir sur case noire g7 · Pion noir sur case blanche g6 · Pion noir sur case noire a5 · Tour noire sur case blanche h5 · Dame blanche sur case noire d4 · Tour blanche sur case noire h4 · Tour noire sur case noire g3 · Pion blanc sur case blanche h3 · Pion blanc sur case blanche g2 · Fou blanc sur case blanche f1 · Roi blanc sur case noire g1 | Roi noir sur case blanche g8 · Dame noire sur case blanche b7 · Pion noir sur case blanche f7 · Pion noir sur case noire g7 · Pion noir sur case blanche g6 · Pion noir sur case noire a5 · Tour noire sur case blanche h5 · Dame blanche sur case noire d4 · Tour blanche sur case noire h4 · Tour noire sur case noire g3 · Pion blanc sur case blanche h3 · Pion blanc sur case blanche g2 · Fou blanc sur case blanche f1 · Roi blanc sur case noire g1 | Roi noir sur case blanche g8 · Dame noire sur case blanche b7 · Pion noir sur case blanche f7 · Pion noir sur case noire g7 · Pion noir sur case blanche g6 · Pion noir sur case noire a5 · Tour noire sur case blanche h5 · Dame blanche sur case noire d4 · Tour blanche sur case noire h4 · Tour noire sur case noire g3 · Pion blanc sur case blanche h3 · Pion blanc sur case blanche g2 · Fou blanc sur case blanche f1 · Roi blanc sur case noire g1 | 8 |
| 7 | Roi noir sur case blanche g8 · Dame noire sur case blanche b7 · Pion noir sur case blanche f7 · Pion noir sur case noire g7 · Pion noir sur case blanche g6 · Pion noir sur case noire a5 · Tour noire sur case blanche h5 · Dame blanche sur case noire d4 · Tour blanche sur case noire h4 · Tour noire sur case noire g3 · Pion blanc sur case blanche h3 · Pion blanc sur case blanche g2 · Fou blanc sur case blanche f1 · Roi blanc sur case noire g1 | Roi noir sur case blanche g8 · Dame noire sur case blanche b7 · Pion noir sur case blanche f7 · Pion noir sur case noire g7 · Pion noir sur case blanche g6 · Pion noir sur case noire a5 · Tour noire sur case blanche h5 · Dame blanche sur case noire d4 · Tour blanche sur case noire h4 · Tour noire sur case noire g3 · Pion blanc sur case blanche h3 · Pion blanc sur case blanche g2 · Fou blanc sur case blanche f1 · Roi blanc sur case noire g1 | Roi noir sur case blanche g8 · Dame noire sur case blanche b7 · Pion noir sur case blanche f7 · Pion noir sur case noire g7 · Pion noir sur case blanche g6 · Pion noir sur case noire a5 · Tour noire sur case blanche h5 · Dame blanche sur case noire d4 · Tour blanche sur case noire h4 · Tour noire sur case noire g3 · Pion blanc sur case blanche h3 · Pion blanc sur case blanche g2 · Fou blanc sur case blanche f1 · Roi blanc sur case noire g1 | Roi noir sur case blanche g8 · Dame noire sur case blanche b7 · Pion noir sur case blanche f7 · Pion noir sur case noire g7 · Pion noir sur case blanche g6 · Pion noir sur case noire a5 · Tour noire sur case blanche h5 · Dame blanche sur case noire d4 · Tour blanche sur case noire h4 · Tour noire sur case noire g3 · Pion blanc sur case blanche h3 · Pion blanc sur case blanche g2 · Fou blanc sur case blanche f1 · Roi blanc sur case noire g1 | Roi noir sur case blanche g8 · Dame noire sur case blanche b7 · Pion noir sur case blanche f7 · Pion noir sur case noire g7 · Pion noir sur case blanche g6 · Pion noir sur case noire a5 · Tour noire sur case blanche h5 · Dame blanche sur case noire d4 · Tour blanche sur case noire h4 · Tour noire sur case noire g3 · Pion blanc sur case blanche h3 · Pion blanc sur case blanche g2 · Fou blanc sur case blanche f1 · Roi blanc sur case noire g1 | Roi noir sur case blanche g8 · Dame noire sur case blanche b7 · Pion noir sur case blanche f7 · Pion noir sur case noire g7 · Pion noir sur case blanche g6 · Pion noir sur case noire a5 · Tour noire sur case blanche h5 · Dame blanche sur case noire d4 · Tour blanche sur case noire h4 · Tour noire sur case noire g3 · Pion blanc sur case blanche h3 · Pion blanc sur case blanche g2 · Fou blanc sur case blanche f1 · Roi blanc sur case noire g1 | Roi noir sur case blanche g8 · Dame noire sur case blanche b7 · Pion noir sur case blanche f7 · Pion noir sur case noire g7 · Pion noir sur case blanche g6 · Pion noir sur case noire a5 · Tour noire sur case blanche h5 · Dame blanche sur case noire d4 · Tour blanche sur case noire h4 · Tour noire sur case noire g3 · Pion blanc sur case blanche h3 · Pion blanc sur case blanche g2 · Fou blanc sur case blanche f1 · Roi blanc sur case noire g1 | Roi noir sur case blanche g8 · Dame noire sur case blanche b7 · Pion noir sur case blanche f7 · Pion noir sur case noire g7 · Pion noir sur case blanche g6 · Pion noir sur case noire a5 · Tour noire sur case blanche h5 · Dame blanche sur case noire d4 · Tour blanche sur case noire h4 · Tour noire sur case noire g3 · Pion blanc sur case blanche h3 · Pion blanc sur case blanche g2 · Fou blanc sur case blanche f1 · Roi blanc sur case noire g1 | 7 |
| 6 | Roi noir sur case blanche g8 · Dame noire sur case blanche b7 · Pion noir sur case blanche f7 · Pion noir sur case noire g7 · Pion noir sur case blanche g6 · Pion noir sur case noire a5 · Tour noire sur case blanche h5 · Dame blanche sur case noire d4 · Tour blanche sur case noire h4 · Tour noire sur case noire g3 · Pion blanc sur case blanche h3 · Pion blanc sur case blanche g2 · Fou blanc sur case blanche f1 · Roi blanc sur case noire g1 | Roi noir sur case blanche g8 · Dame noire sur case blanche b7 · Pion noir sur case blanche f7 · Pion noir sur case noire g7 · Pion noir sur case blanche g6 · Pion noir sur case noire a5 · Tour noire sur case blanche h5 · Dame blanche sur case noire d4 · Tour blanche sur case noire h4 · Tour noire sur case noire g3 · Pion blanc sur case blanche h3 · Pion blanc sur case blanche g2 · Fou blanc sur case blanche f1 · Roi blanc sur case noire g1 | Roi noir sur case blanche g8 · Dame noire sur case blanche b7 · Pion noir sur case blanche f7 · Pion noir sur case noire g7 · Pion noir sur case blanche g6 · Pion noir sur case noire a5 · Tour noire sur case blanche h5 · Dame blanche sur case noire d4 · Tour blanche sur case noire h4 · Tour noire sur case noire g3 · Pion blanc sur case blanche h3 · Pion blanc sur case blanche g2 · Fou blanc sur case blanche f1 · Roi blanc sur case noire g1 | Roi noir sur case blanche g8 · Dame noire sur case blanche b7 · Pion noir sur case blanche f7 · Pion noir sur case noire g7 · Pion noir sur case blanche g6 · Pion noir sur case noire a5 · Tour noire sur case blanche h5 · Dame blanche sur case noire d4 · Tour blanche sur case noire h4 · Tour noire sur case noire g3 · Pion blanc sur case blanche h3 · Pion blanc sur case blanche g2 · Fou blanc sur case blanche f1 · Roi blanc sur case noire g1 | Roi noir sur case blanche g8 · Dame noire sur case blanche b7 · Pion noir sur case blanche f7 · Pion noir sur case noire g7 · Pion noir sur case blanche g6 · Pion noir sur case noire a5 · Tour noire sur case blanche h5 · Dame blanche sur case noire d4 · Tour blanche sur case noire h4 · Tour noire sur case noire g3 · Pion blanc sur case blanche h3 · Pion blanc sur case blanche g2 · Fou blanc sur case blanche f1 · Roi blanc sur case noire g1 | Roi noir sur case blanche g8 · Dame noire sur case blanche b7 · Pion noir sur case blanche f7 · Pion noir sur case noire g7 · Pion noir sur case blanche g6 · Pion noir sur case noire a5 · Tour noire sur case blanche h5 · Dame blanche sur case noire d4 · Tour blanche sur case noire h4 · Tour noire sur case noire g3 · Pion blanc sur case blanche h3 · Pion blanc sur case blanche g2 · Fou blanc sur case blanche f1 · Roi blanc sur case noire g1 | Roi noir sur case blanche g8 · Dame noire sur case blanche b7 · Pion noir sur case blanche f7 · Pion noir sur case noire g7 · Pion noir sur case blanche g6 · Pion noir sur case noire a5 · Tour noire sur case blanche h5 · Dame blanche sur case noire d4 · Tour blanche sur case noire h4 · Tour noire sur case noire g3 · Pion blanc sur case blanche h3 · Pion blanc sur case blanche g2 · Fou blanc sur case blanche f1 · Roi blanc sur case noire g1 | Roi noir sur case blanche g8 · Dame noire sur case blanche b7 · Pion noir sur case blanche f7 · Pion noir sur case noire g7 · Pion noir sur case blanche g6 · Pion noir sur case noire a5 · Tour noire sur case blanche h5 · Dame blanche sur case noire d4 · Tour blanche sur case noire h4 · Tour noire sur case noire g3 · Pion blanc sur case blanche h3 · Pion blanc sur case blanche g2 · Fou blanc sur case blanche f1 · Roi blanc sur case noire g1 | 6 |
| 5 | Roi noir sur case blanche g8 · Dame noire sur case blanche b7 · Pion noir sur case blanche f7 · Pion noir sur case noire g7 · Pion noir sur case blanche g6 · Pion noir sur case noire a5 · Tour noire sur case blanche h5 · Dame blanche sur case noire d4 · Tour blanche sur case noire h4 · Tour noire sur case noire g3 · Pion blanc sur case blanche h3 · Pion blanc sur case blanche g2 · Fou blanc sur case blanche f1 · Roi blanc sur case noire g1 | Roi noir sur case blanche g8 · Dame noire sur case blanche b7 · Pion noir sur case blanche f7 · Pion noir sur case noire g7 · Pion noir sur case blanche g6 · Pion noir sur case noire a5 · Tour noire sur case blanche h5 · Dame blanche sur case noire d4 · Tour blanche sur case noire h4 · Tour noire sur case noire g3 · Pion blanc sur case blanche h3 · Pion blanc sur case blanche g2 · Fou blanc sur case blanche f1 · Roi blanc sur case noire g1 | Roi noir sur case blanche g8 · Dame noire sur case blanche b7 · Pion noir sur case blanche f7 · Pion noir sur case noire g7 · Pion noir sur case blanche g6 · Pion noir sur case noire a5 · Tour noire sur case blanche h5 · Dame blanche sur case noire d4 · Tour blanche sur case noire h4 · Tour noire sur case noire g3 · Pion blanc sur case blanche h3 · Pion blanc sur case blanche g2 · Fou blanc sur case blanche f1 · Roi blanc sur case noire g1 | Roi noir sur case blanche g8 · Dame noire sur case blanche b7 · Pion noir sur case blanche f7 · Pion noir sur case noire g7 · Pion noir sur case blanche g6 · Pion noir sur case noire a5 · Tour noire sur case blanche h5 · Dame blanche sur case noire d4 · Tour blanche sur case noire h4 · Tour noire sur case noire g3 · Pion blanc sur case blanche h3 · Pion blanc sur case blanche g2 · Fou blanc sur case blanche f1 · Roi blanc sur case noire g1 | Roi noir sur case blanche g8 · Dame noire sur case blanche b7 · Pion noir sur case blanche f7 · Pion noir sur case noire g7 · Pion noir sur case blanche g6 · Pion noir sur case noire a5 · Tour noire sur case blanche h5 · Dame blanche sur case noire d4 · Tour blanche sur case noire h4 · Tour noire sur case noire g3 · Pion blanc sur case blanche h3 · Pion blanc sur case blanche g2 · Fou blanc sur case blanche f1 · Roi blanc sur case noire g1 | Roi noir sur case blanche g8 · Dame noire sur case blanche b7 · Pion noir sur case blanche f7 · Pion noir sur case noire g7 · Pion noir sur case blanche g6 · Pion noir sur case noire a5 · Tour noire sur case blanche h5 · Dame blanche sur case noire d4 · Tour blanche sur case noire h4 · Tour noire sur case noire g3 · Pion blanc sur case blanche h3 · Pion blanc sur case blanche g2 · Fou blanc sur case blanche f1 · Roi blanc sur case noire g1 | Roi noir sur case blanche g8 · Dame noire sur case blanche b7 · Pion noir sur case blanche f7 · Pion noir sur case noire g7 · Pion noir sur case blanche g6 · Pion noir sur case noire a5 · Tour noire sur case blanche h5 · Dame blanche sur case noire d4 · Tour blanche sur case noire h4 · Tour noire sur case noire g3 · Pion blanc sur case blanche h3 · Pion blanc sur case blanche g2 · Fou blanc sur case blanche f1 · Roi blanc sur case noire g1 | Roi noir sur case blanche g8 · Dame noire sur case blanche b7 · Pion noir sur case blanche f7 · Pion noir sur case noire g7 · Pion noir sur case blanche g6 · Pion noir sur case noire a5 · Tour noire sur case blanche h5 · Dame blanche sur case noire d4 · Tour blanche sur case noire h4 · Tour noire sur case noire g3 · Pion blanc sur case blanche h3 · Pion blanc sur case blanche g2 · Fou blanc sur case blanche f1 · Roi blanc sur case noire g1 | 5 |
| 4 | Roi noir sur case blanche g8 · Dame noire sur case blanche b7 · Pion noir sur case blanche f7 · Pion noir sur case noire g7 · Pion noir sur case blanche g6 · Pion noir sur case noire a5 · Tour noire sur case blanche h5 · Dame blanche sur case noire d4 · Tour blanche sur case noire h4 · Tour noire sur case noire g3 · Pion blanc sur case blanche h3 · Pion blanc sur case blanche g2 · Fou blanc sur case blanche f1 · Roi blanc sur case noire g1 | Roi noir sur case blanche g8 · Dame noire sur case blanche b7 · Pion noir sur case blanche f7 · Pion noir sur case noire g7 · Pion noir sur case blanche g6 · Pion noir sur case noire a5 · Tour noire sur case blanche h5 · Dame blanche sur case noire d4 · Tour blanche sur case noire h4 · Tour noire sur case noire g3 · Pion blanc sur case blanche h3 · Pion blanc sur case blanche g2 · Fou blanc sur case blanche f1 · Roi blanc sur case noire g1 | Roi noir sur case blanche g8 · Dame noire sur case blanche b7 · Pion noir sur case blanche f7 · Pion noir sur case noire g7 · Pion noir sur case blanche g6 · Pion noir sur case noire a5 · Tour noire sur case blanche h5 · Dame blanche sur case noire d4 · Tour blanche sur case noire h4 · Tour noire sur case noire g3 · Pion blanc sur case blanche h3 · Pion blanc sur case blanche g2 · Fou blanc sur case blanche f1 · Roi blanc sur case noire g1 | Roi noir sur case blanche g8 · Dame noire sur case blanche b7 · Pion noir sur case blanche f7 · Pion noir sur case noire g7 · Pion noir sur case blanche g6 · Pion noir sur case noire a5 · Tour noire sur case blanche h5 · Dame blanche sur case noire d4 · Tour blanche sur case noire h4 · Tour noire sur case noire g3 · Pion blanc sur case blanche h3 · Pion blanc sur case blanche g2 · Fou blanc sur case blanche f1 · Roi blanc sur case noire g1 | Roi noir sur case blanche g8 · Dame noire sur case blanche b7 · Pion noir sur case blanche f7 · Pion noir sur case noire g7 · Pion noir sur case blanche g6 · Pion noir sur case noire a5 · Tour noire sur case blanche h5 · Dame blanche sur case noire d4 · Tour blanche sur case noire h4 · Tour noire sur case noire g3 · Pion blanc sur case blanche h3 · Pion blanc sur case blanche g2 · Fou blanc sur case blanche f1 · Roi blanc sur case noire g1 | Roi noir sur case blanche g8 · Dame noire sur case blanche b7 · Pion noir sur case blanche f7 · Pion noir sur case noire g7 · Pion noir sur case blanche g6 · Pion noir sur case noire a5 · Tour noire sur case blanche h5 · Dame blanche sur case noire d4 · Tour blanche sur case noire h4 · Tour noire sur case noire g3 · Pion blanc sur case blanche h3 · Pion blanc sur case blanche g2 · Fou blanc sur case blanche f1 · Roi blanc sur case noire g1 | Roi noir sur case blanche g8 · Dame noire sur case blanche b7 · Pion noir sur case blanche f7 · Pion noir sur case noire g7 · Pion noir sur case blanche g6 · Pion noir sur case noire a5 · Tour noire sur case blanche h5 · Dame blanche sur case noire d4 · Tour blanche sur case noire h4 · Tour noire sur case noire g3 · Pion blanc sur case blanche h3 · Pion blanc sur case blanche g2 · Fou blanc sur case blanche f1 · Roi blanc sur case noire g1 | Roi noir sur case blanche g8 · Dame noire sur case blanche b7 · Pion noir sur case blanche f7 · Pion noir sur case noire g7 · Pion noir sur case blanche g6 · Pion noir sur case noire a5 · Tour noire sur case blanche h5 · Dame blanche sur case noire d4 · Tour blanche sur case noire h4 · Tour noire sur case noire g3 · Pion blanc sur case blanche h3 · Pion blanc sur case blanche g2 · Fou blanc sur case blanche f1 · Roi blanc sur case noire g1 | 4 |
| 3 | Roi noir sur case blanche g8 · Dame noire sur case blanche b7 · Pion noir sur case blanche f7 · Pion noir sur case noire g7 · Pion noir sur case blanche g6 · Pion noir sur case noire a5 · Tour noire sur case blanche h5 · Dame blanche sur case noire d4 · Tour blanche sur case noire h4 · Tour noire sur case noire g3 · Pion blanc sur case blanche h3 · Pion blanc sur case blanche g2 · Fou blanc sur case blanche f1 · Roi blanc sur case noire g1 | Roi noir sur case blanche g8 · Dame noire sur case blanche b7 · Pion noir sur case blanche f7 · Pion noir sur case noire g7 · Pion noir sur case blanche g6 · Pion noir sur case noire a5 · Tour noire sur case blanche h5 · Dame blanche sur case noire d4 · Tour blanche sur case noire h4 · Tour noire sur case noire g3 · Pion blanc sur case blanche h3 · Pion blanc sur case blanche g2 · Fou blanc sur case blanche f1 · Roi blanc sur case noire g1 | Roi noir sur case blanche g8 · Dame noire sur case blanche b7 · Pion noir sur case blanche f7 · Pion noir sur case noire g7 · Pion noir sur case blanche g6 · Pion noir sur case noire a5 · Tour noire sur case blanche h5 · Dame blanche sur case noire d4 · Tour blanche sur case noire h4 · Tour noire sur case noire g3 · Pion blanc sur case blanche h3 · Pion blanc sur case blanche g2 · Fou blanc sur case blanche f1 · Roi blanc sur case noire g1 | Roi noir sur case blanche g8 · Dame noire sur case blanche b7 · Pion noir sur case blanche f7 · Pion noir sur case noire g7 · Pion noir sur case blanche g6 · Pion noir sur case noire a5 · Tour noire sur case blanche h5 · Dame blanche sur case noire d4 · Tour blanche sur case noire h4 · Tour noire sur case noire g3 · Pion blanc sur case blanche h3 · Pion blanc sur case blanche g2 · Fou blanc sur case blanche f1 · Roi blanc sur case noire g1 | Roi noir sur case blanche g8 · Dame noire sur case blanche b7 · Pion noir sur case blanche f7 · Pion noir sur case noire g7 · Pion noir sur case blanche g6 · Pion noir sur case noire a5 · Tour noire sur case blanche h5 · Dame blanche sur case noire d4 · Tour blanche sur case noire h4 · Tour noire sur case noire g3 · Pion blanc sur case blanche h3 · Pion blanc sur case blanche g2 · Fou blanc sur case blanche f1 · Roi blanc sur case noire g1 | Roi noir sur case blanche g8 · Dame noire sur case blanche b7 · Pion noir sur case blanche f7 · Pion noir sur case noire g7 · Pion noir sur case blanche g6 · Pion noir sur case noire a5 · Tour noire sur case blanche h5 · Dame blanche sur case noire d4 · Tour blanche sur case noire h4 · Tour noire sur case noire g3 · Pion blanc sur case blanche h3 · Pion blanc sur case blanche g2 · Fou blanc sur case blanche f1 · Roi blanc sur case noire g1 | Roi noir sur case blanche g8 · Dame noire sur case blanche b7 · Pion noir sur case blanche f7 · Pion noir sur case noire g7 · Pion noir sur case blanche g6 · Pion noir sur case noire a5 · Tour noire sur case blanche h5 · Dame blanche sur case noire d4 · Tour blanche sur case noire h4 · Tour noire sur case noire g3 · Pion blanc sur case blanche h3 · Pion blanc sur case blanche g2 · Fou blanc sur case blanche f1 · Roi blanc sur case noire g1 | Roi noir sur case blanche g8 · Dame noire sur case blanche b7 · Pion noir sur case blanche f7 · Pion noir sur case noire g7 · Pion noir sur case blanche g6 · Pion noir sur case noire a5 · Tour noire sur case blanche h5 · Dame blanche sur case noire d4 · Tour blanche sur case noire h4 · Tour noire sur case noire g3 · Pion blanc sur case blanche h3 · Pion blanc sur case blanche g2 · Fou blanc sur case blanche f1 · Roi blanc sur case noire g1 | 3 |
| 2 | Roi noir sur case blanche g8 · Dame noire sur case blanche b7 · Pion noir sur case blanche f7 · Pion noir sur case noire g7 · Pion noir sur case blanche g6 · Pion noir sur case noire a5 · Tour noire sur case blanche h5 · Dame blanche sur case noire d4 · Tour blanche sur case noire h4 · Tour noire sur case noire g3 · Pion blanc sur case blanche h3 · Pion blanc sur case blanche g2 · Fou blanc sur case blanche f1 · Roi blanc sur case noire g1 | Roi noir sur case blanche g8 · Dame noire sur case blanche b7 · Pion noir sur case blanche f7 · Pion noir sur case noire g7 · Pion noir sur case blanche g6 · Pion noir sur case noire a5 · Tour noire sur case blanche h5 · Dame blanche sur case noire d4 · Tour blanche sur case noire h4 · Tour noire sur case noire g3 · Pion blanc sur case blanche h3 · Pion blanc sur case blanche g2 · Fou blanc sur case blanche f1 · Roi blanc sur case noire g1 | Roi noir sur case blanche g8 · Dame noire sur case blanche b7 · Pion noir sur case blanche f7 · Pion noir sur case noire g7 · Pion noir sur case blanche g6 · Pion noir sur case noire a5 · Tour noire sur case blanche h5 · Dame blanche sur case noire d4 · Tour blanche sur case noire h4 · Tour noire sur case noire g3 · Pion blanc sur case blanche h3 · Pion blanc sur case blanche g2 · Fou blanc sur case blanche f1 · Roi blanc sur case noire g1 | Roi noir sur case blanche g8 · Dame noire sur case blanche b7 · Pion noir sur case blanche f7 · Pion noir sur case noire g7 · Pion noir sur case blanche g6 · Pion noir sur case noire a5 · Tour noire sur case blanche h5 · Dame blanche sur case noire d4 · Tour blanche sur case noire h4 · Tour noire sur case noire g3 · Pion blanc sur case blanche h3 · Pion blanc sur case blanche g2 · Fou blanc sur case blanche f1 · Roi blanc sur case noire g1 | Roi noir sur case blanche g8 · Dame noire sur case blanche b7 · Pion noir sur case blanche f7 · Pion noir sur case noire g7 · Pion noir sur case blanche g6 · Pion noir sur case noire a5 · Tour noire sur case blanche h5 · Dame blanche sur case noire d4 · Tour blanche sur case noire h4 · Tour noire sur case noire g3 · Pion blanc sur case blanche h3 · Pion blanc sur case blanche g2 · Fou blanc sur case blanche f1 · Roi blanc sur case noire g1 | Roi noir sur case blanche g8 · Dame noire sur case blanche b7 · Pion noir sur case blanche f7 · Pion noir sur case noire g7 · Pion noir sur case blanche g6 · Pion noir sur case noire a5 · Tour noire sur case blanche h5 · Dame blanche sur case noire d4 · Tour blanche sur case noire h4 · Tour noire sur case noire g3 · Pion blanc sur case blanche h3 · Pion blanc sur case blanche g2 · Fou blanc sur case blanche f1 · Roi blanc sur case noire g1 | Roi noir sur case blanche g8 · Dame noire sur case blanche b7 · Pion noir sur case blanche f7 · Pion noir sur case noire g7 · Pion noir sur case blanche g6 · Pion noir sur case noire a5 · Tour noire sur case blanche h5 · Dame blanche sur case noire d4 · Tour blanche sur case noire h4 · Tour noire sur case noire g3 · Pion blanc sur case blanche h3 · Pion blanc sur case blanche g2 · Fou blanc sur case blanche f1 · Roi blanc sur case noire g1 | Roi noir sur case blanche g8 · Dame noire sur case blanche b7 · Pion noir sur case blanche f7 · Pion noir sur case noire g7 · Pion noir sur case blanche g6 · Pion noir sur case noire a5 · Tour noire sur case blanche h5 · Dame blanche sur case noire d4 · Tour blanche sur case noire h4 · Tour noire sur case noire g3 · Pion blanc sur case blanche h3 · Pion blanc sur case blanche g2 · Fou blanc sur case blanche f1 · Roi blanc sur case noire g1 | 2 |
| 1 | Roi noir sur case blanche g8 · Dame noire sur case blanche b7 · Pion noir sur case blanche f7 · Pion noir sur case noire g7 · Pion noir sur case blanche g6 · Pion noir sur case noire a5 · Tour noire sur case blanche h5 · Dame blanche sur case noire d4 · Tour blanche sur case noire h4 · Tour noire sur case noire g3 · Pion blanc sur case blanche h3 · Pion blanc sur case blanche g2 · Fou blanc sur case blanche f1 · Roi blanc sur case noire g1 | Roi noir sur case blanche g8 · Dame noire sur case blanche b7 · Pion noir sur case blanche f7 · Pion noir sur case noire g7 · Pion noir sur case blanche g6 · Pion noir sur case noire a5 · Tour noire sur case blanche h5 · Dame blanche sur case noire d4 · Tour blanche sur case noire h4 · Tour noire sur case noire g3 · Pion blanc sur case blanche h3 · Pion blanc sur case blanche g2 · Fou blanc sur case blanche f1 · Roi blanc sur case noire g1 | Roi noir sur case blanche g8 · Dame noire sur case blanche b7 · Pion noir sur case blanche f7 · Pion noir sur case noire g7 · Pion noir sur case blanche g6 · Pion noir sur case noire a5 · Tour noire sur case blanche h5 · Dame blanche sur case noire d4 · Tour blanche sur case noire h4 · Tour noire sur case noire g3 · Pion blanc sur case blanche h3 · Pion blanc sur case blanche g2 · Fou blanc sur case blanche f1 · Roi blanc sur case noire g1 | Roi noir sur case blanche g8 · Dame noire sur case blanche b7 · Pion noir sur case blanche f7 · Pion noir sur case noire g7 · Pion noir sur case blanche g6 · Pion noir sur case noire a5 · Tour noire sur case blanche h5 · Dame blanche sur case noire d4 · Tour blanche sur case noire h4 · Tour noire sur case noire g3 · Pion blanc sur case blanche h3 · Pion blanc sur case blanche g2 · Fou blanc sur case blanche f1 · Roi blanc sur case noire g1 | Roi noir sur case blanche g8 · Dame noire sur case blanche b7 · Pion noir sur case blanche f7 · Pion noir sur case noire g7 · Pion noir sur case blanche g6 · Pion noir sur case noire a5 · Tour noire sur case blanche h5 · Dame blanche sur case noire d4 · Tour blanche sur case noire h4 · Tour noire sur case noire g3 · Pion blanc sur case blanche h3 · Pion blanc sur case blanche g2 · Fou blanc sur case blanche f1 · Roi blanc sur case noire g1 | Roi noir sur case blanche g8 · Dame noire sur case blanche b7 · Pion noir sur case blanche f7 · Pion noir sur case noire g7 · Pion noir sur case blanche g6 · Pion noir sur case noire a5 · Tour noire sur case blanche h5 · Dame blanche sur case noire d4 · Tour blanche sur case noire h4 · Tour noire sur case noire g3 · Pion blanc sur case blanche h3 · Pion blanc sur case blanche g2 · Fou blanc sur case blanche f1 · Roi blanc sur case noire g1 | Roi noir sur case blanche g8 · Dame noire sur case blanche b7 · Pion noir sur case blanche f7 · Pion noir sur case noire g7 · Pion noir sur case blanche g6 · Pion noir sur case noire a5 · Tour noire sur case blanche h5 · Dame blanche sur case noire d4 · Tour blanche sur case noire h4 · Tour noire sur case noire g3 · Pion blanc sur case blanche h3 · Pion blanc sur case blanche g2 · Fou blanc sur case blanche f1 · Roi blanc sur case noire g1 | Roi noir sur case blanche g8 · Dame noire sur case blanche b7 · Pion noir sur case blanche f7 · Pion noir sur case noire g7 · Pion noir sur case blanche g6 · Pion noir sur case noire a5 · Tour noire sur case blanche h5 · Dame blanche sur case noire d4 · Tour blanche sur case noire h4 · Tour noire sur case noire g3 · Pion blanc sur case blanche h3 · Pion blanc sur case blanche g2 · Fou blanc sur case blanche f1 · Roi blanc sur case noire g1 | 1 |
|   | a | b | c | d | e | f | g | h |   |

Dans la position ci-contre, les Noirs sont au trait (ils doivent jouer) et jouent : 1. ..Txh4.
Le coup attendu des Blancs est 2. Dxh4, et les Noirs conserveront alors un avantage matériel.
Cependant, les Blancs ont un zwischenzug à leur disposition :
2. Dd8+!
Suivi par :
2. .. Rh7
3. Dxh4+ Rg8
4. Dxg3
Les Blancs ont gagné une tour et ont maintenant l'avantage.